# Sturton le Steeple
Sturton le Steeple is een civil parish in het bestuurlijke gebied Bassetlaw, in het Engelse graafschap Nottinghamshire met 486 inwoners.